# Manuel Flam
Pour les articles homonymes, voir Flam.
Manuel Flam, né le 15 janvier 1979 à Paris, est un ancien haut fonctionnaire français, devenu Président du Groupe VADIM, une foncière immobilière qu'il a lui-même fondée.  

## Biographie

### Jeunesse et formation
Manuel Flam naît le 15 janvier 1979 à Paris. Il est le fils de Mireille et Gilbert Flam, deux magistrats étiquetés à gauche. Sa mère est ancienne conseillère de Paris. Il est inscrit au Parti socialiste à l'âge de 16 ans,.
Il étudie à l'ESSEC en 2002, avant de rejoindre Sciences Po (2003), puis l'ENA (promotion Simone Veil).

### Carrière professionnelle
À sa sortie de l’ENA, Manuel Flam intègre le 1er avril 2006 le corps des administrateurs civils du ministère de l’Économie et des Finances. Il est chef de bureau des affaires communautaires et multilatérales au sein de la direction de la législation fiscale (DLF), et coordonne pour la France les travaux de lutte contre paradis fiscaux conduits au sein de l’OCDE.
En 2009, il devient conseiller économique au commissariat général au développement durable au ministère de l’Écologie, de l’Énergie, du Développement durable et de l’Aménagement du territoire (MEEDDAT).
Après avoir participé à la campagne du candidat socialiste, François Hollande, à l'élection présidentielle française de 2012 dans le pôle thématique Écologie dirigé par Marie-Hélène Aubert, il est nommé en mai 2012 directeur de cabinet de la ministre de l’Égalité des Territoires et du Logement, Cécile Duflot. Ses fonctions prennent fin un an plus tard, le 15 juillet 2013.
En 2018, il figure en cinquième position du palmarès 2018 de l'Institut Choiseul des « 100 leaders économiques de demain ». 

#### CDC Habitat[12]
Le 17 juillet 2013, il est nommé membre du directoire de la Société nationale immobilière (SNI), devenue CDC Habitat, filiale immobilière de la Caisse des dépôts, en tant que directeur général chargé du logement social. En 2014, le Groupe SNI annonce la création de Grand Paris Habitat. 
En janvier 2015, il devient président du directoire de Grand Paris Habitat.
Le 16 janvier 2018, il remet sa démission à Éric Lombard. Il quitte ses fonctions le 1er février afin de s'engager  « dans un projet entrepreneurial » et crée le Groupe VADIM.

## Engagement local
Dans le cadre de sa scolarité à l’ENA, il effectue en 2004 un stage de six mois à la préfecture de l’Indre, où il fait la connaissance de Michel Sapin, qui l'incite à s'impliquer localement,. Il devient secrétaire de la section départementale du Parti socialiste en 2008 et fait partie des listes socialistes aux élections municipales de 2008 à Châteauroux. Il annonce en 2012 cesser ses activités militantes dans le département.

## Rapports et publications
En 2010, il publie aux Presses universitaires de France un ouvrage consacré à l’économie verte.